# Saxifraga florulenta
Saxifraga florulenta är en stenbräckeväxtart som beskrevs av Giuseppi L. Moretti. Saxifraga florulenta ingår i Bräckesläktet som ingår i familjen stenbräckeväxter. Inga underarter finns listade i Catalogue of Life.

## Utbredning
Arten är endemisk i Frankrike och Italien i ett område av sydvästra Alperna på ungefär 100 kvadratkilometer. Den har hittats på drygt 80-talet lokaler och växer i klippskrevor, där den är svår att upptäcka. Den växer i skyddade områden, bland annat i den franska nationalparken Le Mercantour, och är därför för närvarande inte hotad.

## Bildgalleri

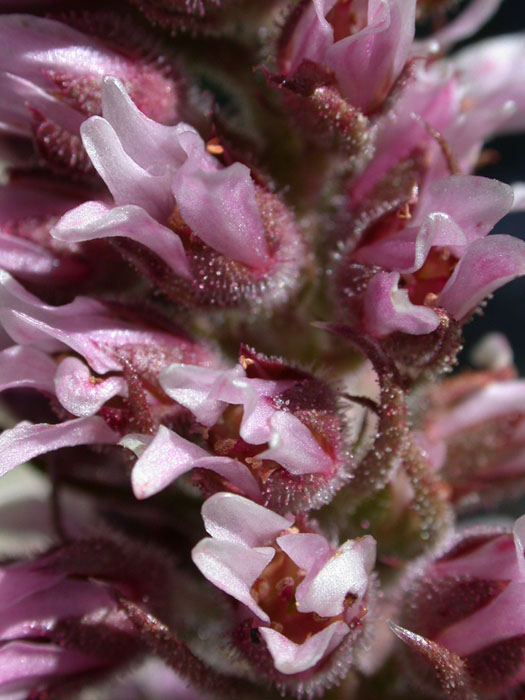
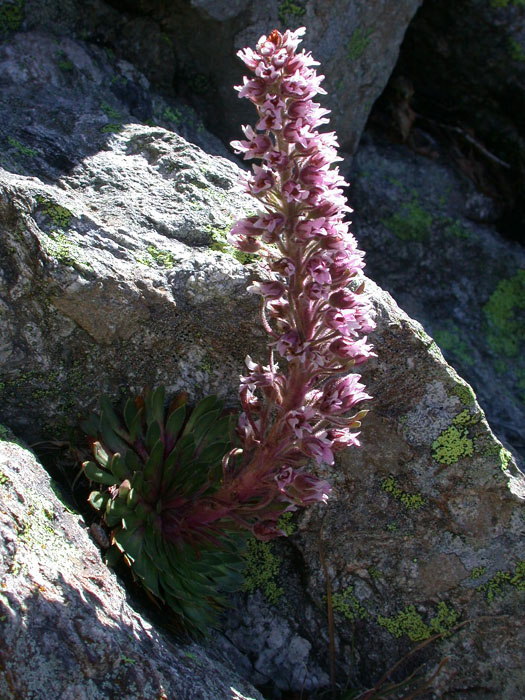